# San Francisco Maritime National Historical Park
Le San Francisco Maritime National Historical Park se situe dans la ville de San Francisco en Californie, sur la côte Pacifique des États-Unis.
Le parc comprend une flotte de vieux navires, un centre d'information touristique, un musée maritime et une bibliothèque. Le parc a d'abord été appelé « musée maritime de San Francisco » avant qu'il ne soit repris par le National Park Service en 1978. Le parc a officiellement ouvert ses portes au public le 27 juin 1988 ; il a accueilli en 2005 plus de 3,9 millions de visiteurs.

## Anciens navires
La flotte historique du San Francisco Maritime National Historical Park est située dans le parc de Hyde Street Pier (en). Elle comprend les navires suivants :
- le Balclutha, cap-hornier de 1886 ;
- le C.A. Thayer, trois-mâts de 1895 ;
- l'Eureka, un ferry à vapeur de 1890 ;
- l'Alma, un voilier à fond plat de 1891 ;
- l'Hercules, un remorqueur de 1907 ;
- l'Eppleton Hall, un remorqueur à roues à aubes construit en 1914.

La flotte comporte d'autres bateaux moins importants :
- l'USS Pampanito (SS-383), un sous-marin de 1943 ;
- le SS Jeremiah O'Brien, Liberty ship de 1943 ;
- etc.

Conjointement avec le China Camp State Park, une réplique de jonque de pêche à la crevette a été réalisée en 2003, le Grace Quan.

## Musée maritime
Ce bâtiment est appelé originellement Bathhouse Building : construit en 1936 en style paquebot (Streamline Moderne), il est au centre du Aquatic Park Historic District. La direction artistique avait été soutenue par le Work Projects Administration et confiée à Hilaire Hiler, et Sargent Johnson, dont on peut encore admirer les œuvres, des fresques et des bas-reliefs. L'architecture est signée William Mooser, père et fils.

## Galerie

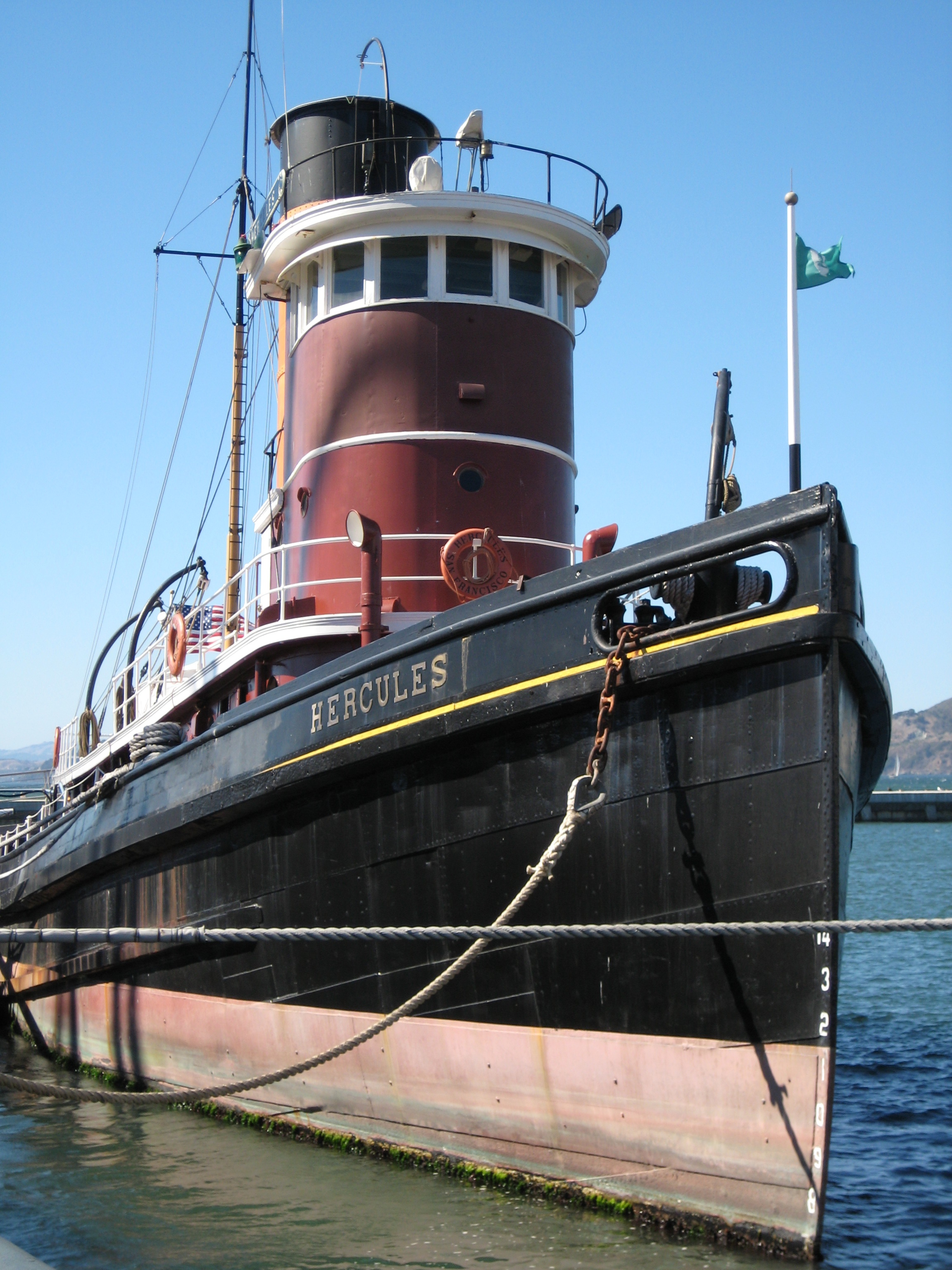
Le remorqueur Hercules.
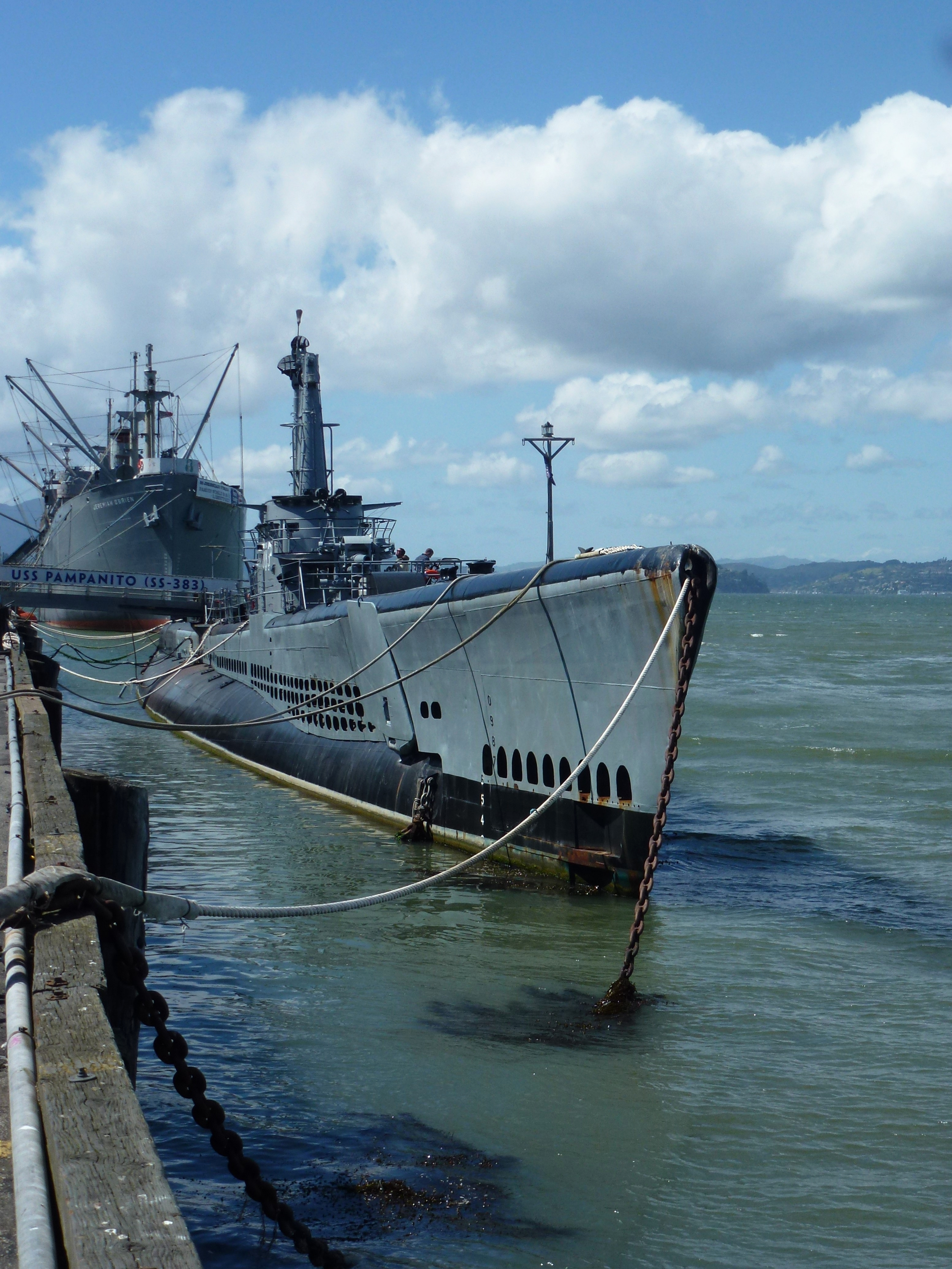
USS Pampanito.
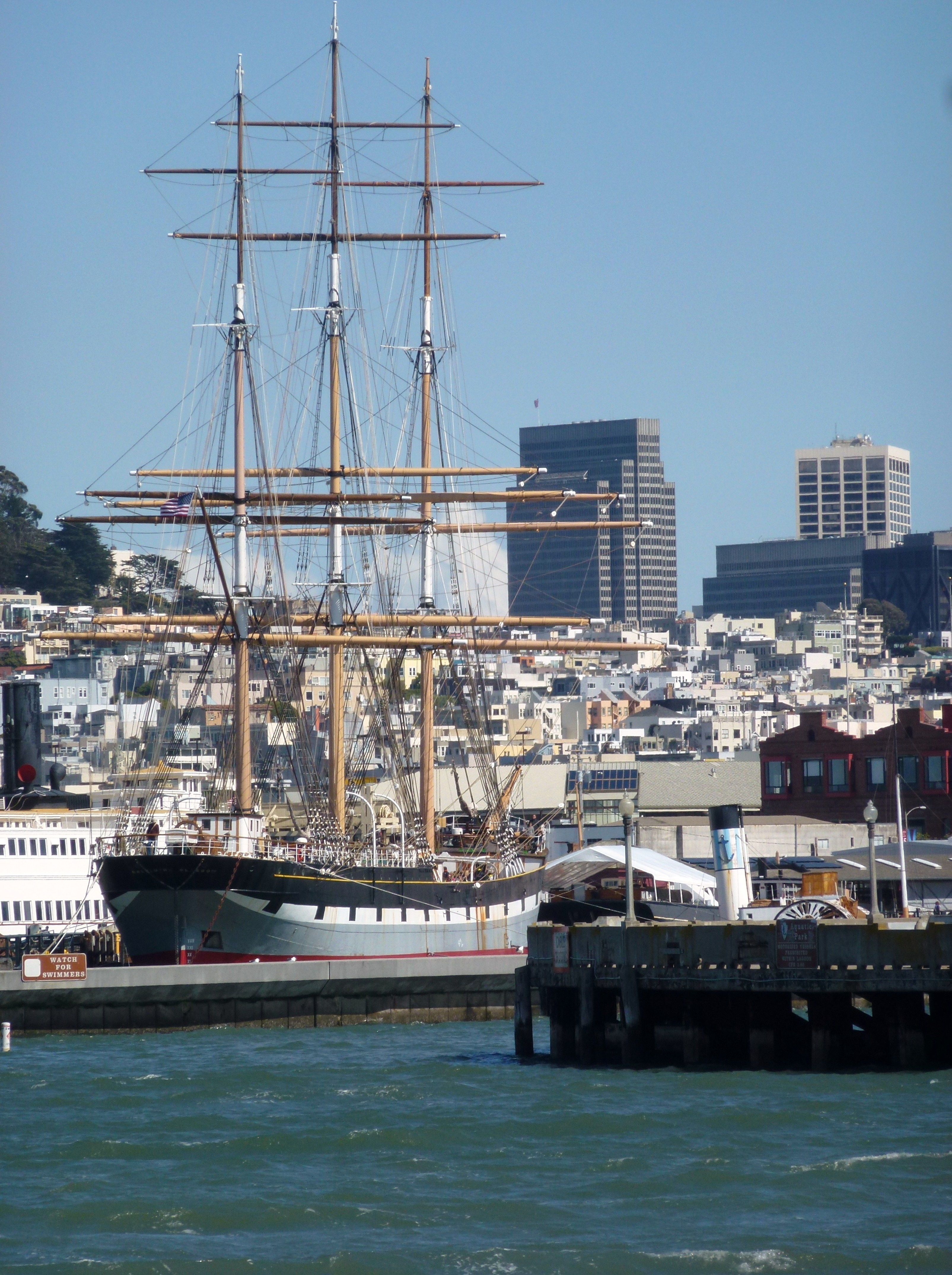
Balclutha (1886).
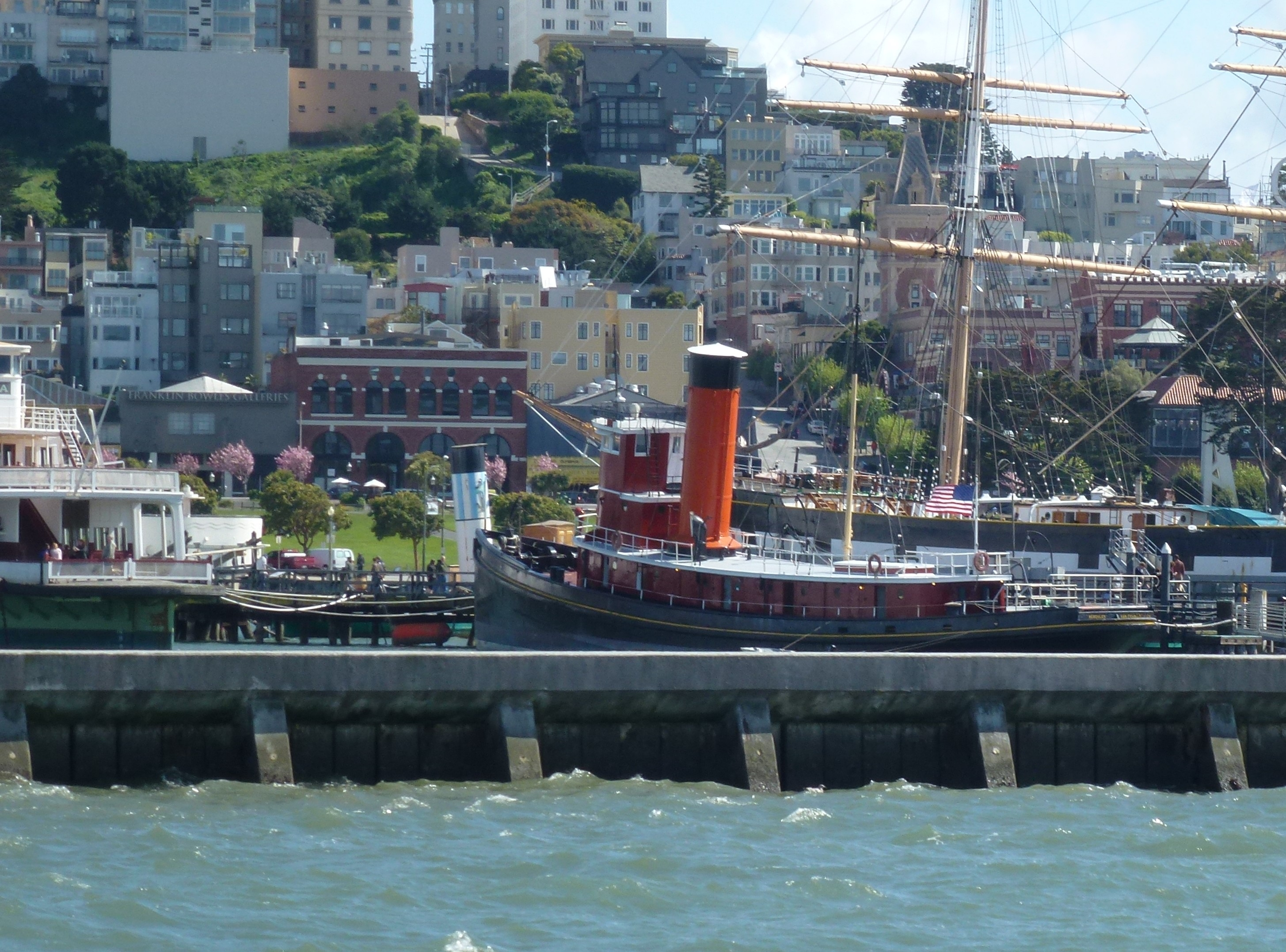
HMS Hercules (1910).
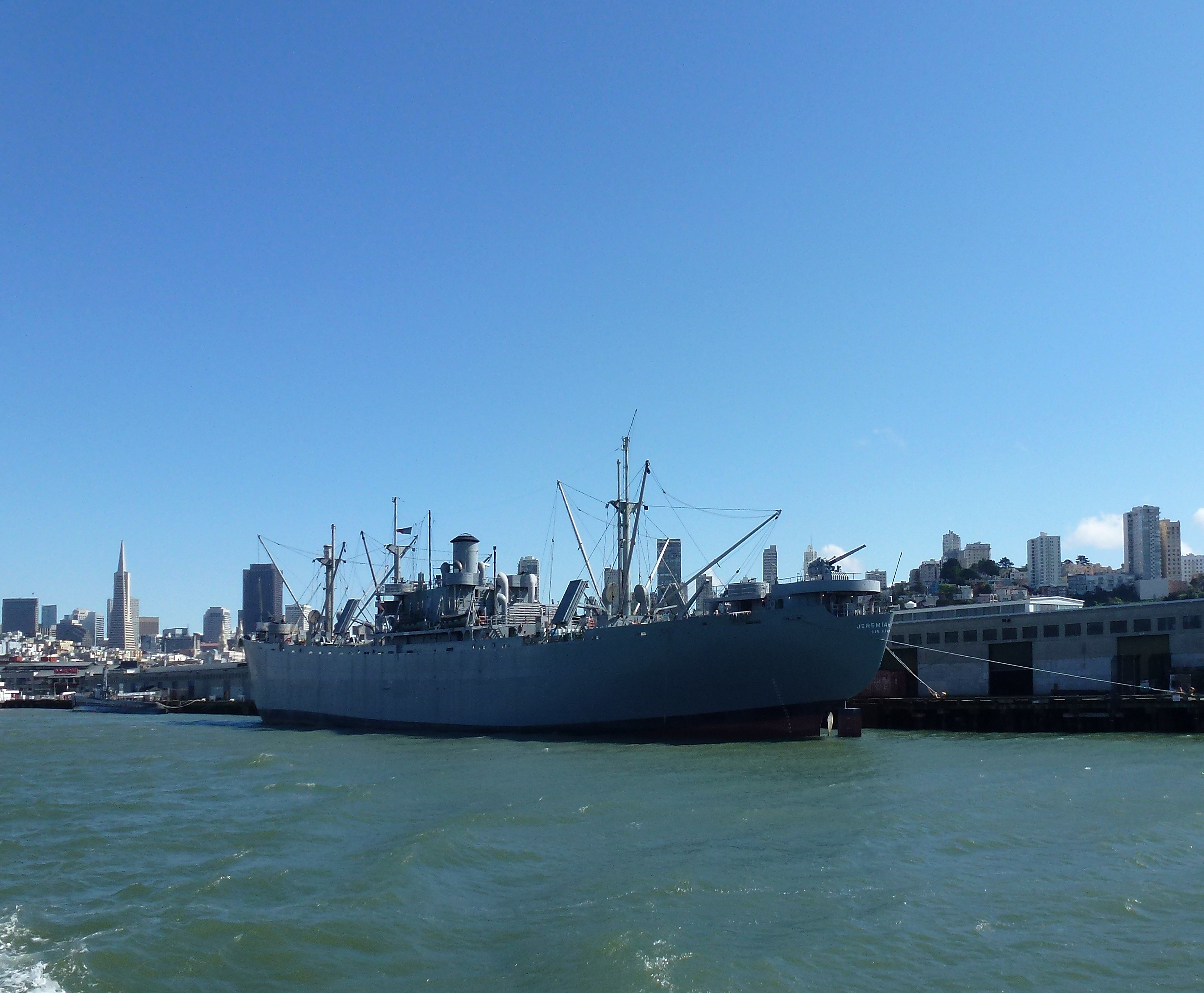
SS Jeremiah O'Brien.